# Schinder (Berg)
Der Schinder ist ein auffallender Berg mit felsiger Nordseite, der zu den Tegernseer Bergen im Mangfallgebirge (Bayerische Voralpen) zählt und über dessen Grathöhe die Grenze zwischen Bayern und Tirol verläuft. Hauptgipfel ist der 1808 m hohe Österreichische Schinder (auch Trausnitzberg genannt), von dessen Gipfelkreuz sich ein Panorama vom Kaisergebirge im Osten über Großglockner, Großvenediger und Zillertaler Alpen im Süden bis zur Zugspitze im Westen ergibt. Der benachbarte bayerische Schinder ist ein 1796 m hoher Nebengipfel, der zur Gänze in Bayern liegt.
Zusammen mit Rotkogel, Pfaffenkopf, Trausnitzeck, Rieselsberg und Laubbergel bildet der Schinder die Schindergruppe.
Der Schinder kann unschwierig auf gutem Bergsteig von der Valepp über die Trausnitzalm und den Südrücken in 2,5 Stunden erreicht werden.
Alternativ kann auch die anspruchsvolle Route über das Schinderkar, das Schindertor und das Fensterl auf den Schinder gewählt werden; diese erfordert jedoch Trittsicherheit und Schwindelfreiheit, da ausgesetzte Fels- und Geröllpassagen zu überwinden sind. Bis tief in das Jahr können im Schinderkar Schneefelder liegen bleiben.
Der bayerische Schinder kann über den ausgesetzten Verbindungsgrat in rund 30 Minuten vom Hauptgipfel aus bestiegen werden kann. 
Die beiden übrigen Steige zum Schinder (von der Bayr-Alm über die Rieselbergalm und Ritzelbergalm oder von der Erzherzog-Johann-Klause über die Südseite) sind zwar markiert, aber sehr einsam und kaum begangen.

## Bilder

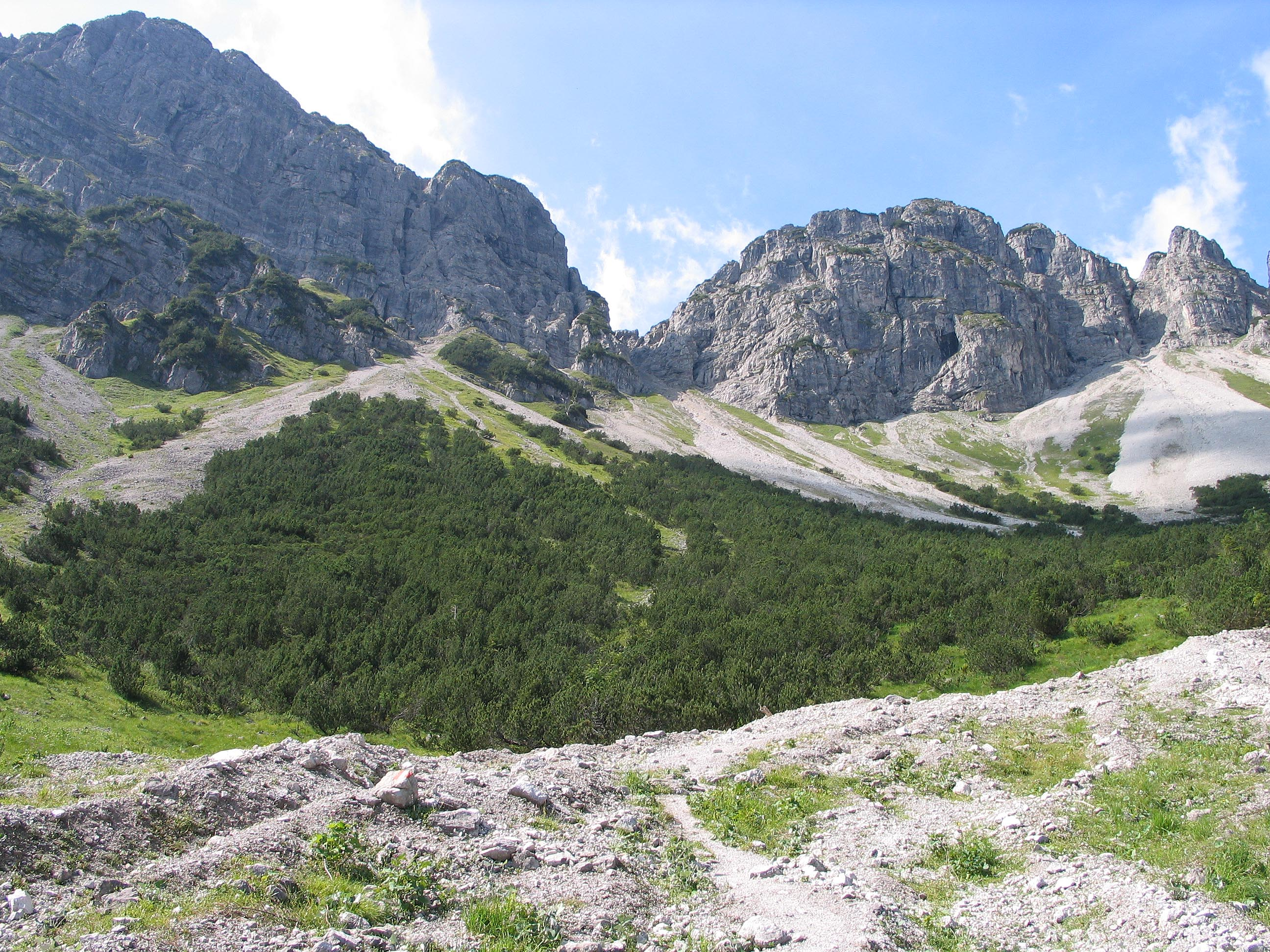
Schinderkar und Schindertor
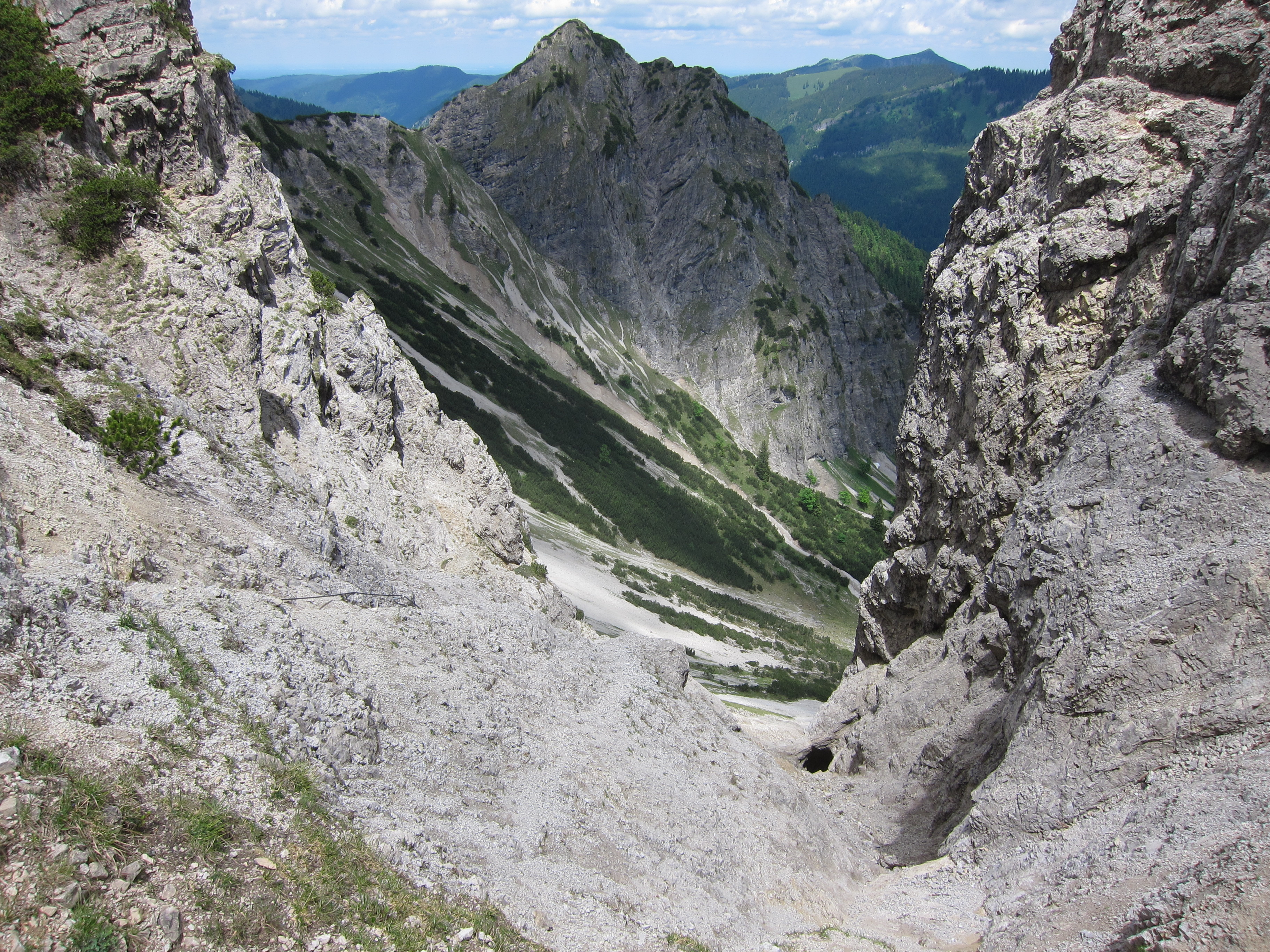
Blick vom Schindertor auf Fensterl und Schinderkar
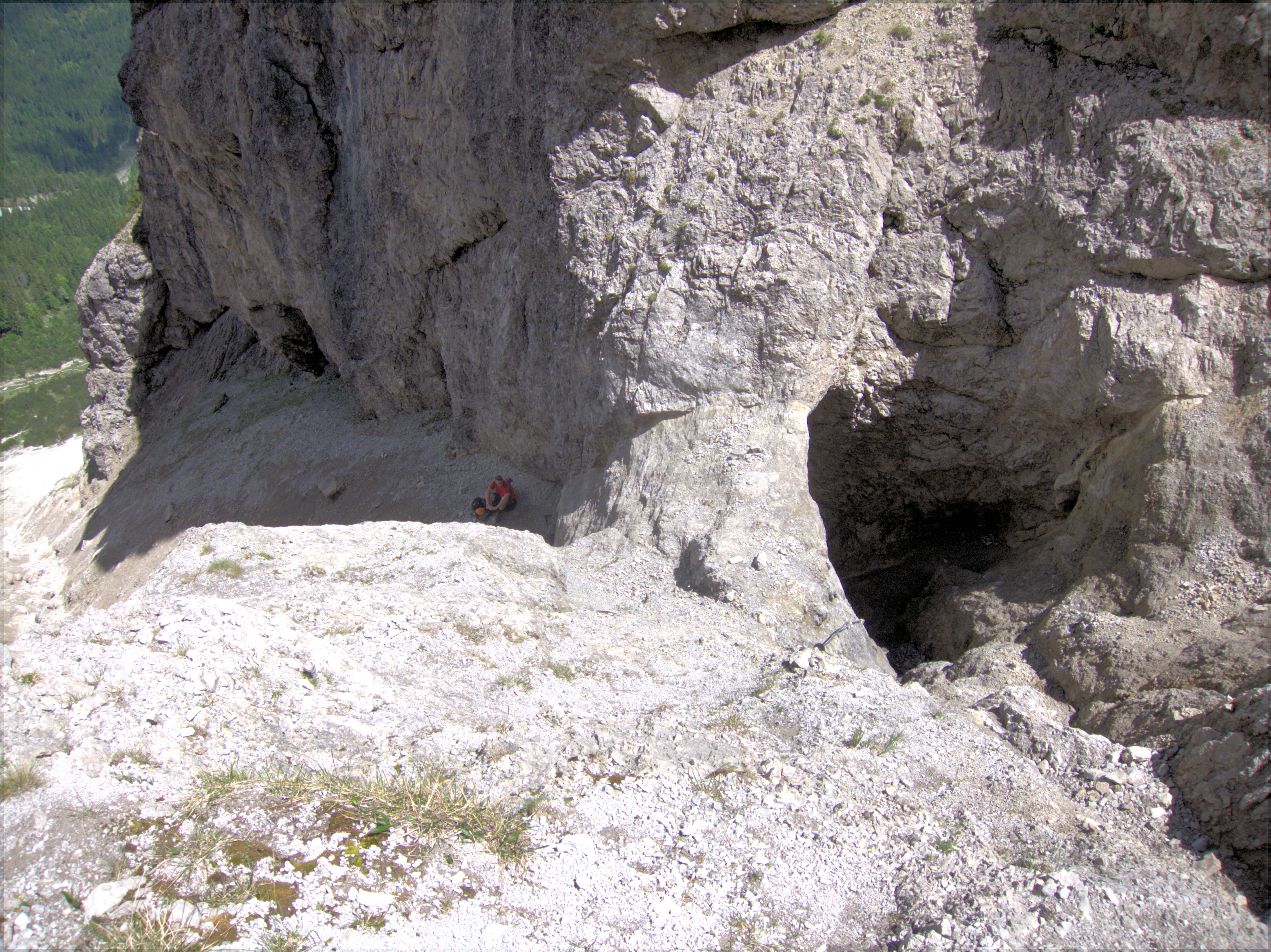
Das Fensterl zwischen Schindertor und Schinderkar